# Uriel Antuna
Carlos Uriel „Brujo” Antuna Romero (ur. 21 sierpnia 1997 w Gómez Palacio) – meksykański piłkarz grający na pozycji prawego skrzydłowego w klubie Tigres UANL oraz reprezentacji Meksyku.

## Kariera
Antuna jest wychowankiem Santos Laguna. W 2017 roku przeszedł do Manchesteru City. W klubie nie zagrał jednak ani minuty i był dwukrotnie wypożyczany. W latach 2017–2018 występował w FC Groningen. W sezonie roku 2019 grał w MLS w LA Galaxy. W 2020 roku został piłkarzem Chivas de Guadalajara.
W dorosłej reprezentacji Meksyku zadebiutował 5 czerwca 2019 roku w meczu z Wenezuelą. Został powołany na Złoty Puchar CONCACAF 2019. Na turnieju zdobył 4 bramki (3 z Kubą i 1 z Martyniką). Razem z drużyną zdobył złoty medal.